# Бикрёв, Дмитрий Эдуардович
Дми́трий Эдуа́рдович Бикрёв (род. 22 апреля 1986, Магаданская область с. Билибино) — российский боец смешанного стиля, представитель полусредней весовой категории. Выступает на профессиональном уровне начиная с 2013 года, известен по участию в турнирах бойцовских организаций Fight Nights Global и League S-70. Также является титулованным спортсменом-любителем, чемпион России по универсальному бою и армейскому рукопашному бою, победитель первенств Европы и мира. Заслуженный мастер спорта России (2016). Действующий чемпион AMC Fight Nights Global (AMC FNG) в полусреднем весе.

## Биография
Дмитрий Бикрёв родился 22 апреля 1986 года в селе Билибино Магаданской области. Впоследствии переехал на постоянное жительство в Москву.

### Любительская карьера
Будучи сотрудником Федеральной службы охраны РФ, в течение многих лет занимался прикладными единоборствами, такими как универсальный бой и армейский рукопашный бой. Является в этих дисциплинах многократным чемпионом России, победитель чемпионатов Европы и мира, других престижных соревнований.
Приказом от 12 сентября 2016 года удостоен почётного звания «Заслуженный мастер спорта России» по универсальному бою.

### Профессиональная карьера
Дебютировал в смешанных единоборствах на профессиональном уровне в феврале 2013 года, на турнире российской организации Fight Nights Global с помощью «треугольника» заставил сдаться своего соперника Дениса Корниенко в первом же раунде. Также начиная с этого года Бикрёв сотрудничал с другим российским промоушеном League S-70, ежегодно принимая участие в его традиционных турнирах.
Продолжая регулярно выступать в Fight Nights, победил здесь Владимира Тюрина и Ованеса Абгаряна, но проиграл Георгию Кичигину и Александру Сарнавскому. В 2016 году продлил контракт с организацией ещё на шесть боёв.
После побед над Асифом Тагиевым и Василием Зубковым в 2018 году поднялся в рейтинге полусредневесов Fight Nights до четвёртой позиции.
В апреле 2019 года завоевал титул чемпиона Fight Nights в полусреднем весе, выиграв единогласным решением у Максима Буторина.
В декабре 2019 года защитил свой чемпионский титул, победив техническим нокаутом серба Александра Янковича.
В сентябре 2020 года в рамках очередной защиты титула встретился с соотечественником Шамилем Амировым. В середине третьего раунда рефери Станислав Новицкий посчитал, что Амиров нанёс запрещённый удар коленом в голову, когда Бикрёв находился в партере, и остановил бой. После долгого просмотра повторов судьи определили, что запрещённого удара в действительности не было, поскольку в момент соприкосновения Бикрёв оторвал колено от конваса. С учётом того, что до остановки Амиров лидировал по очкам, его объявили победителем и новым чемпионом — президент организации Камил Гаджиев надел на него чемпионский пояс. Позднее комиссия из пяти независимых судей постановила, что изначальный результат следует отменить, и в конечном счёте бой признали несостоявшимся.
В апреле 2021 года повторно защитил пояс, победив техническим нокаутом в третьем раунде казахстанского бойца Гойти Дазаева.

## Тренерская деятельность
Занимает должность старшего тренера по рукопашному бою и смешанным единоборствам в московском спортивном клубе «Альфа-Единоборства».

## Общественная работа
Входит в состав Московской федерации универсального боя, занимает должность ответственного по работе с регионами.

## Таблица выступлений
| Боёв 17         | Побед 13 | Поражений 3 |
| --------------- | -------- | ----------- |
| Нокаутом        | 9        | 1           |
| Сдачей          | 1        | 2           |
| Решением        | 3        | 0           |
| Не состоявшихся | 1        | 1           |

| Результат    | Рекорд   | Соперник             | Способ                  | Турнир                             | Дата             | Раунд | Время | Место          | Примечание |
| ------------ | -------- | -------------------- | ----------------------- | ---------------------------------- | ---------------- | ----- | ----- | -------------- | --- |
| Победа       | 13–3 (1) | Гойти Дазаев         | TKO (удары руками)      | AMC Fight Nights 100               | 11 апреля 2021   | 3     | 0:43  | Москва, Россия | Защитил титул чемпиона Fight Nights в полусреднем весе.                                                                               |
| Не состоялся | 12–3 (1) | Шамиль Амиров        | Результат отменён       | Fight Nights Global 98             | 25 сентября 2020 | 3     | 2:48  | Москва, Россия | Изначально Амирова объявили победителем и новым чемпионом, но позже из-за нанесённого запрещённого удара бой признали несостоявшимся. |
| Победа       | 12–3     | Александр Янкович    | TKO (удары руками)      | Fight Nights Global 96             | 28 декабря 2019  | 2     | 2:36  | Москва, Россия | Защитил титул чемпиона Fight Nights в полусреднем весе.                                                                               |
| Победа       | 11–3     | Максим Буторин       | Единогласное решение    | Fight Nights Global 92             | 6 апреля 2019    | 5     | 5:00  | Москва, Россия | Выиграл титул чемпиона Fight Nights в полусреднем весе.                                                                               |
| Победа       | 10–3     | Алфреду Соуза        | TKO (удары руками)      | Лига S-70: Плотформа 9             | 22 августа 2018  | 1     | 0:20  | Сочи, Россия   | |
| Победа       | 9–3      | Василий Зубков       | KO (удар рукой)         | Fight Nights Global 83             | 22 февраля 2018  | 1     | 4:43  | Москва, Россия | |
| Победа       | 8–3      | Асиф Тагиев          | TKO (удары руками)      | Fight Nights Global 82             | 16 декабря 2017  | 1     | 2:53  | Москва, Россия | |
| Победа       | 7–3      | Эммануэль Дава       | TKO (удары руками)      | Лига S-70: Плотформа 8             | 8 августа 2017   | 2     | 1:55  | Сочи, Россия   | |
| Победа       | 6–3      | Хосе Диас            | Единогласное решение    | Лига S-70: Плотформа 7             | 21 августа 2016  | 3     | 5:00  | Сочи, Россия   | |
| Поражение    | 5–3      | Александр Сарнавский | Сдача (удушение сзади)  | Fight Nights Global 46             | 29 апреля 2016   | 2     | 0:00  | Москва, Россия | |
| Победа       | 5–2      | Ованес Абгарян       | KO (удары руками)       | Fight Nights Global 44             | 26 февраля 2016  | 1     | 0:09  | Москва, Россия | |
| Победа       | 4–2      | Владимир Тюрин       | Единогласное решение    | Fight Nights: Москва               | 11 декабря 2015  | 3     | 5:00  | Москва, Россия | |
| Победа       | 3–2      | Евгений Лахин        | KO (удар рукой)         | Лига S-70: Плотформа 6             | 29 августа 2015  | 3     | 3:12  | Сочи, Россия   | |
| Поражение    | 2–2      | Георгий Кичигин      | Сдача (рычаг локтя)     | Fight Nights: Сочи                 | 31 июля 2015     | 2     | 2:04  | Сочи, Россия   | |
| Поражение    | 2–1      | Аумард Гуи           | TKO (остановлен врачом) | Лига S-70: Плотформа 5             | 9 августа 2014   | 1     | 5:00  | Сочи, Россия   | |
| Победа       | 2–0      | Владимир Опанасенко  | TKO (удары руками)      | Лига S-70: Плотформа 4             | 17 августа 2013  | 1     | 1:30  | Сочи, Россия   | |
| Победа       | 1–0      | Денис Корниенко      | Сдача (треугольник)     | Fight Nights: Битва под Москвой 10 | 23 февраля 2013  | 1     | 4:25  | Москва, Россия | |